# Helictotrichon umbrosum
Helictotrichon umbrosum là một loài thực vật có hoa trong họ Hòa thảo. Loài này được (Hochst. ex Steud.) C.E.Hubb. mô tả khoa học đầu tiên năm 1936.